# Bronislav Danda
Bronislav Danda (10. ledna 1930, Hradec Králové – 31. prosince 2015, Brno) byl československý hokejista a trenér. Na vrcholové úrovni se věnoval též fotbalu.
S hokejem začínal v týmu Rapid Pardubice v roce 1944. Od roku 1949 za Slavii Pardubice, která vznikla z Rapidu a LTC. Zde zůstal do roku 1951, kdy přestoupil do Brna, prve do Zbrojovky Brno (1951–1953), poté do RH Brno (1953–1967), kde vykonával základní vojenskou službu. V Brně zůstal 16 let. Sezonu 1968/1969 nastoupil v italské lize za HC Auronso. Po ukončení aktivní kariéry se věnoval trénovaní dorostenců ZKL Brno, v sezoně 1970/71 přímo jeho A-tým. V sezoně 1976/77 pak jugoslávské Kraňské Gory, kde nejen trénoval, ale hrál i v poli.
Roku 2001 byl zařazen do Sportovní síně slávy města Brna. 6. května 2010 byl uveden do Síně slávy českého hokeje.

## Reprezentace
Za československou reprezentaci odehrál 80 zápasů ve kterých nastřílel 45 gólů. Účastnil se šesti mistrovství světa (1952, 1953, 1954, 1955, 1956, 1960) z toho třech olympijských her (1952, 1956, 1960).

## Fotbalová kariéra
Hrál 2. ligu za Zbrojovku (1952: 8 branek) a RH Brno (1953–1956: 15 branek). V nejvyšší soutěži nastoupil k 20 utkáním, vsítil v nich 3 branky. Jedenkrát nastoupil v Poháru vítězů pohárů.

## Ligová bilance - kopaná
| Ročník                                   | Zápasy | Góly | Klub                |
| ---------------------------------------- | ------ | ---- | ------------------- |
| 1. československá fotbalová liga 1957/58 | 11     | 2    | TJ Rudá hvězda Brno |
| 1. československá fotbalová liga 1958/59 | 6      | 1    | TJ Rudá hvězda Brno |
| 1. československá fotbalová liga 1960/61 | 3      | 0    | TJ Rudá hvězda Brno |
| CELKEM                                   | 20     | 3    |                     |